# 斯洛維尼亞在歐洲青少年歌唱大賽之歷年表現
斯洛維尼亞在歐洲青少年歌唱大賽參賽歷史始於在馬爾他馬爾薩舉辦的2014年第十二屆歐洲青少年歌唱大賽。歐洲廣播聯盟（EBU）的正式會員斯洛維尼亞廣播電視台（RTVSLO）負責該國的選拔與參賽事宜。斯洛維尼亞在2014年使用內部挑選並選出烏菈·洛扎爾和她的歌曲〈你不孤獨 (你的光)〉參賽，最終在16國的選手中以29分排行第12名。斯洛維尼亞在2015年參加了第二次大賽，這次RTVSLO使用了成人版大賽的國家選拔賽《EMA》的青少年版節目《Mini EMA》作為國家選拔賽。莉娜·庫杜佐維奇和她的歌曲〈初戀〉在國家選拔賽中獲勝並代表斯洛維尼亞參加大賽，最終取得季軍的好成績，同時也是斯洛維尼亞至今的最佳成績。斯洛維尼亞於2016年退出了大賽，原因是EBU對大賽規則的更改，但並未指出是哪個特定的規則更改影響了他們退出大賽的決定。儘管最初表示有興趣參加在亞美尼亞葉里溫舉行的2022年大賽，但最終斯洛維尼亞仍舊沒有回歸參賽。

## 歷史

### 參賽
在2014年7月27日就有媒體猜測RTVSLO正在考慮參加歐洲青少年歌唱大賽，斯洛維尼亞自大賽於2003年開始都還尚未參賽過。這後來得到證實，RTVSLO於2014年8月19日正式宣布在馬爾他馬爾薩舉行的2014年大賽將會是他們的首秀。2014年9月16日，RTVSLO宣布他們已內部挑選出烏菈·洛扎爾為國參賽，她的歌曲〈你不孤獨 (你的光)〉於2014年10月5日正式發行。雖然在當時被看好能取得佳績，斯洛維尼亞最終以29分排行第12名。
2015年6月30日，RTVSLO證實斯洛維尼亞將第二次參加在保加利亞索菲亞舉行的大賽。這次RTVSLO決定組織一場國家選拔賽來選出他們的參賽選手和歌曲。在幾經調整後，RTVSLO將他們在成人版大賽的國家選拔賽《EMA》改造並推出青少年版的《Mini EMA》，該選拔賽一共有六組參賽者參加，並有兩場預賽和一場決賽。2015年10月4日，莉娜·庫杜佐維奇和她的歌曲〈初戀〉在《Mini EMA》的決賽上獲勝並代表斯洛維尼亞參加大賽。在大賽上，庫杜佐維奇以總分112分獲得了季軍的好成績，斯洛維尼亞在觀眾投票中排名第三，在各國審團中排名第四。截至2022年，這仍然是斯洛維尼亞在成人和青少年大賽中的最高排名。

### 退賽
儘管在2015年創下佳績，但RTVSLO在2016年5月24日退出了歐洲青少年歌唱大賽，其原因是對於EBU對大賽規則的更改表示不滿，但並未指出是哪個特定的規則更改影響了他們退出大賽的決定。RTVSLO依然在TV SLO 2頻道上轉播了2016年大賽，收視人數只有28000位觀眾，比2015年的轉播收視人數減少了105000人。
RTVSLO沒有在2017年回歸參賽，同時停止轉播大賽。RTVSLO也表示他們不會參加2018年的大賽。2019年6月9日，RTVSLO證實斯洛維尼亞不會參加2019年的大賽，並表示參賽成本對於大賽時間段來說太高了。在斯洛維尼亞參賽期間，大賽本在黃金時段播出，但被EBU移至更早的時段。RTVSLO接著繼續拒絕參加在波蘭華沙舉行的2020年大賽和在法國巴黎舉行的2021年大賽。

### 回歸參賽的可能
2022年5月25日，RTVSLO證實他們正打算重返在亞美尼亞葉里溫舉行的2022年歐洲青少年歌唱大賽。斯洛維尼亞的歐洲歌唱大賽代表團團長馬魯薩·科巴爾（Marusa Kobal）表示RTVSLO重拾參賽興趣，他們將在適當的時候宣布他們關於可能參加的最終決定。然而在2022年5月29日，RTVSLO宣布他們已打消重返大賽的打算。

## 参赛者

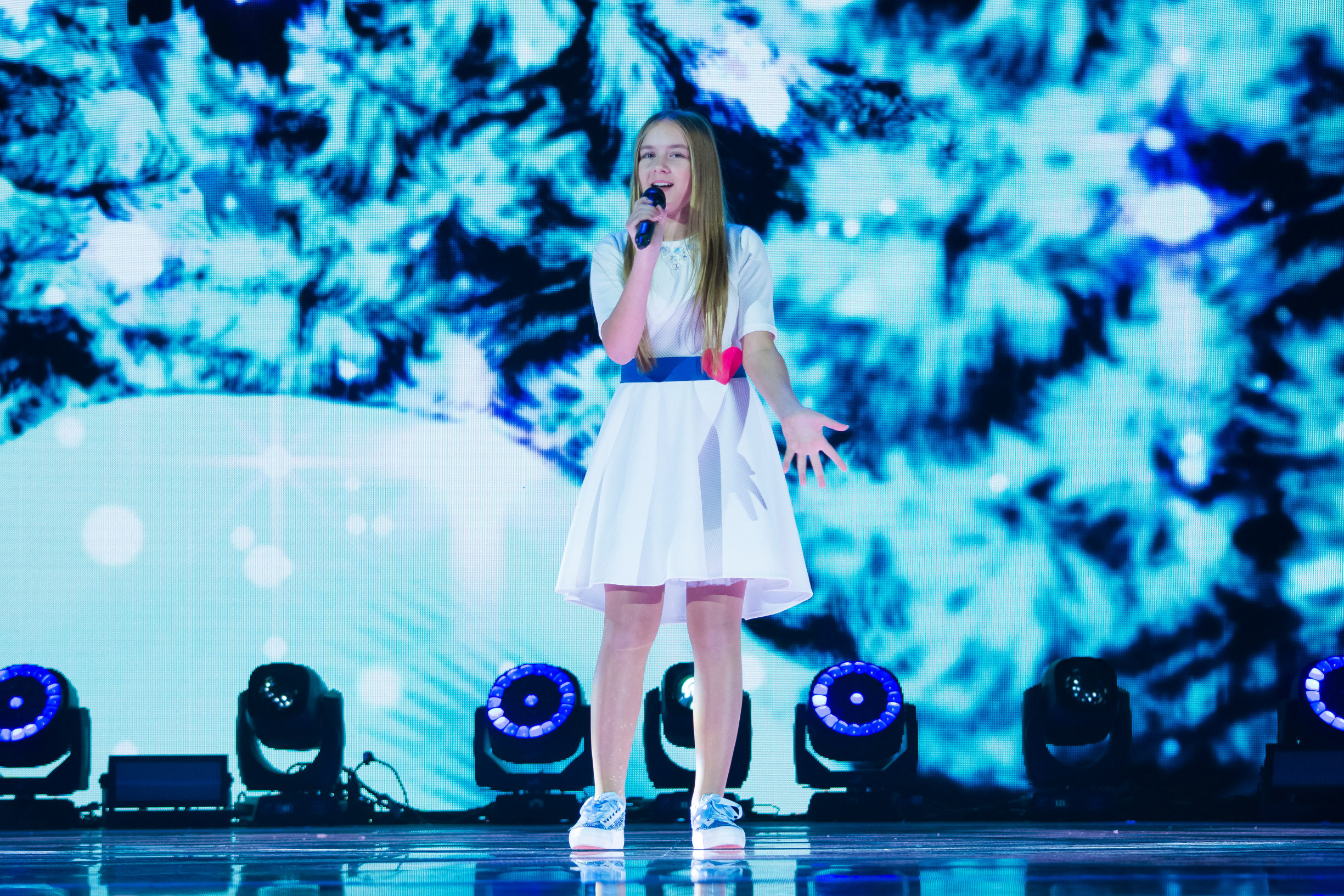
莉娜·庫杜佐維奇在索菲亞（2015）

以下參賽歌手/團體以及歌曲的中文名稱皆非官方中譯。
| 3 | 季軍 |

| 年份          | 參賽選手                       | 歌曲                                            | 語言               | 排名     | 得分     |
| ------------- | ------------------------------ | ----------------------------------------------- | ------------------ | -------- | -------- |
| 2014年        | 烏菈·洛扎爾 Ula Ložar          | 〈你不孤獨 (你的光)〉 〈Nisi sam (Your light)〉 | 斯洛維尼亞語、英語 | 12       | 29       |
| 2015年        | 莉娜·庫杜佐維奇 Lina Kuduzović | 〈初戀〉 〈Prva ljubezen〉                      | 斯洛維尼亞語、英語 | 3        | 112      |
| 2016年–2024年 | 沒有參賽                       | 沒有參賽                                        | 沒有參賽           | 沒有參賽 | 沒有參賽 |

## 評論員與唱票員
| 年份          | 放送頻道 | 評論員                         | 唱票員                        | 資料   |
| ------------- | -------- | ------------------------------ | ----------------------------- | ------ |
| 2014年        | TV SLO 1 | 貝爾納達·扎恩（Bernarda Žarn） | 蓋爾·法洪（Gal Fajon）        | [ 19 ] |
| 2015年        | TV SLO 1 | 安德烈·霍弗（Andrej Hofer）    | 尼古拉·佩特克（Nikola Petek） | [ 20 ] |
| 2016年        | TV SLO 2 | 安德烈·霍弗（Andrej Hofer）    | 沒有參賽                      | [ 21 ] |
| 2017年–2024年 | 沒有轉播 | 沒有轉播                       | 沒有參賽                      | [ 12 ] |

## 註記和參考資料

### 註記
1. ↑  包含一句義大利語歌詞。